# Ashrafpur Jalal
Ashrafpur Jalal es una ciudad censal situada en el distrito de Aligarh en el estado de Uttar Pradesh (India). Su población es de 11 785 habitantes (2011).

## Demografía
Según el censo de 2011 la población de Ashrafpur Jalal era de 11785 habitantes, de los cuales 3361 eran hombres y 2917 eran mujeres. Ashrafpur Jalal tiene una tasa media de alfabetización del 70,76%, superior a la media estatal del 67,68%: la alfabetización masculina es del 78,64%, y la alfabetización femenina del 61,80%.